# Túfaranka
Túfaranka ze Šakvic je moravská dechová hudba. Byla založena v roce 1978 muzikantem Josefem Šuralem.

## Úspěchy
- 2005 - Meisterschaften EUREGIO Musikfestival 2005 Sonthofen (D) - titul Mistr Evropy v profikategorii
- 1998 - World Music Contest Kerkrade (NL) - 1. místo v profikategorii
- 1996 - Zlatá křídlovka Hodonín (CZ) - 1. místo, absolutní vítěz
- 1993 - World Music Contest Kerkrade (NL) - 1. místo v 1. kategorii

## Diskografie
- 2009 Zahrajte mně muzikanti - CD
- 2008 Best of 30 - 2CD
- 2006 Muzikanti z Moravy - CD
- 2005 Měla jsem milého - MC, CD
- 2004 Koncert (Konzert) - MC, CD
- Podesáté (Das zehnte Mal) - CD
- 2002 Túfaranka ze Šakvic 2002 - CD
- 2002 Katka dovádí (Die temperamentvolle Katka) - CD
- Nežná slůvka (Zärtliche Wörtchen) - MC, CD
- Podruhé Vám nepovím - CD
- Veselí bratři (Lustige Brüder) - CD
- Návrat z Francie (Rückkehr aus Frankreich) - MC, CD
- 1996 Chlapci ze Šakvic - MC, CD

## Kompilace
- 2001 U tý naší zahrádky - Kubešovo hudební vydavatelství, MC EAN: 8594020231138, CD EAN: 8594020231121
- 2002 1. česká galadechparáda - Sony BMG, CD, DVD
- 2002 V Soběslavi na náměstí - Veselka a její hosté - Kubešovo hudební vydavatelství, CD (Hosté: Babouci; Březovanka; Ladovanka; Medunka Pavla Kosiny; Moravanka; Třeboňská 12; Túfaranka a Vinohradská kapela)
- 2005 Dechovka krásná dechovka má - , CD
- 2006 Dechovka byla, je a bude! - Gejzír s.r.o., CD (Výběr písniček všech kapel vystupujících v pořadu DECHOVKA BYLA, JE A BUDE v Sazka areně)
- 2007 Jubilejní - Tonstudio Rajchman, CD (písničky Vladimíra Pfeffera hrají: Moravěnka, Sokolka, Túfaranka)
- Faszination Blaskapelle - Grüezi Music AG, DVD